# Вишнева сільська рада (Хорольський район)
Вишнева сільська рада — колишній орган місцевого самоврядування у Хорольському районі Полтавської області з центром у c. Вишневе.
Населення — 1312 осіб.

## Населені пункти
Сільраді були підпорядковані населені пункти:
- c. Вишневе
- с. Гирине
- с. Єньки
- с. Лози
- с. Садове